# Красильников, Михаил Васильевич
Михаил Васильевич Красильников (1890 — 1961) — советский военачальник, участник Великой Отечественной войны. Генерал-майор технических войск, доцент, кандидат военных наук.

## Биография
Родился 1 июня 1890 года в селе Дубасово (ныне — в Гусь-Хрустальном районе Владимирской области) в мещанской семье. Отец работал конторщиком на местном стекольном заводе. Мать Екатерина Ивановна домохозяйка. В 1902 году Михаил окончил 2-х классное заводское училище.
В ноябре 1915 года по окончании Московского учительского института М. В. Красильников был призван по мобилизации как ратник 2-го разряда и служил солдатом в 268-м пехотном запасном полку. В мае 1916 года поступил в Александровское военное училище, из которого был выпущен в октябре 1916 года прапорщиком в 205-й пехотный запасной полк на должность младшего офицера одной из рот. Чуть позже он был переведён в учебную команду полка, начальником которой будет назначен в апреле 1917 года. По получении очередного чина подпоручика в июле 1917 года в составе учебной команды был командирован в г. Меленки Муромского уезда «для поимки дезертиров и водворения возникших безпорядков» (формулировка послужного списка, при этом суть указанных беспорядков не конкретизируется).
В декабре 1917 года с упразднением чинов М. В. Красильников был переименован в солдаты и в январе 1918 года как учитель уволен с военной службы. До августа 1919 года пребывал учителем в 5-й Муромской советской школе 2-й ступени. В указанное время был призван в ряды Красной армии и назначен строевым инструктором в 5-й запасной полк Ярославского военного округа (в январе 1920 года этот полк будет переименован в 8-й запасной полк Московского военного округа). С ноября 1919 по сентябрь 1921 года вместе с полком пребывал на Кавказском фронте и проходил службу на различных командных должностях: командира батальона и помощника командира полка. Участвовал в походах и действительных сражениях, в одном из которых был «ранен в бою под станцией Калиновской Терской губернии ружейной пулей в левую руку на вылет» (формулировка послужного списка). В сентябре 1921 года М. В. Красильников был назначен для поручений по допризывной подготовке.
По окончании Гражданской войны в феврале 1923 года он был откомандирован в распоряжение военного комиссариата Дагестанской ССР на должность помощника военного комиссара по Всевобучу. Чуть позже на него было возложено исполнение обязанностей военного коменданта города Махачкалы, которые он исполнял до августа 1924 года. В указанный период пребывания в ДССР избирался в городской совет Махачкалы и народным заседателем в Главном суде ДССР.
Вся дальнейшая жизнь М. В. Красильникова вплоть до выхода в отставку была связана со службой в военно-учебных заведениях РККА. Сначала была учёба в Высшей военно-педагогической школе РККА в 1924 году. Затем служба на должности штатного преподавателя тактики в окружной Военно-политической школе РККА Кавказского округа и в Военно-технической школе Кавказской Краснознамённой армии имени Союза горнорабочих Азербайджана вплоть до октября 1927 года. Далее продолжительное время, с 1927 по 1934 год включительно, М. В. Красильников служил в Тульской оружейно-технической школе имени Тульского пролетариата на различных должностях: начальника учебной части, начальника учебного отдела, начальника штаба школы. Во время пребывания в Тульской оружейно-технической школе по соответствующей должностной категории, начальник штаба школы, ему было присвоено воинское звание комбриг. В декабре 1934 года он был переведён в недавно созданную Военно-химическую академию РККА имени К. Е. Ворошилова и назначен начальником 2-го сектора 1-го отдела штаба академии. Затем последовательно становился начальником одного из отделений учебного отдела (1937 г.) и начальником учебного отдела (1938 г.) академии. В 1936 году М. В. Красильникову было присвоено персональное воинское звание полковник, что нельзя рассматривать как понижение в звании. Рядом постановлений ЦИК СССР и СНК СССР в 1935 году были введены новые воинские звания для всех лиц начальствующего состава и они присваивались как персональные звания. В 1938 году ему было присвоено персональное воинское звание комбриг. В июне 1940 года ему было присвоено воинское звание генерал-майор технических войск.
Великую Отечественную войну М. В. Красильников встретил в должности начальника кафедры академии. В годы Великой Отечественной войны состоял в должности генерал-инспектора Главного военно-химического управления Красной армии. Сама должность подразумевала его личное присутствие в частях действующей армии, в том числе и в передовых подразделениях для проведения инспекторских проверок и обучения их новым приёмам боя.
Скончался в 1961 году и был похоронен на Введенском кладбище (10 уч.).

## Награды
- Медаль «XX лет Рабоче-Крестьянской Красной Армии», 1938 г.
- Орден Красной Звезды, 22 февраля 1944 г.
- Орден Красного Знамени, 3 ноября 1944 г.
- Орден Ленина, 21 февраля 1945 г.
- Медаль «За Победу над Германией в Великой Отечественной войне 1941—1945 гг.», 5 июля 1945 г.